# 野口真寛
野口 真寛（のぐち まさひろ、1987年5月5日 - ）は、日本の元ラグビー選手。トップリーグのリコーブラックラムズに所属していた。

## プロフィール
- 茨城県出身。
- ポジションはフランカー(FL)。
- 身長 180cm、体重 98kg
- U19日本代表に選ばれたことがある[2]。

## 略歴
2006年、つくば秀英高校卒業後、帝京大学に入学する。なお2009年には帝京大学ラグビー部の主将に就任し、大学選手権初優勝に貢献した。
2010年、帝京大学卒業後、リコーブラックラムズに加入。
2011年11月12日に行われたジャパンラグビートップリーグ第3節のホンダヒート戦に途中出場で公式戦初出場を果たす。 
2015年、リコーブラックラムズの主将に就任した。
2016年、現役を引退した。